# Cassandra's Dream
Cassandra's Dream (El sueño de Cassandra en España, Los inquebrantables en México) es una película de Woody Allen, estrenada en 2007. La cinta cuenta como protagonistas a Colin Farrell y a Ewan McGregor. 
Fue rodada en Londres durante el verano de 2006. 
El preestreno mundial de la película se realizó en el municipio asturiano de Avilés, el 18 de junio de 2007. En salas comerciales, se estrenó en España el 26 de octubre de 2007. En Estados Unidos se estrenó el 5 de octubre de 2007, mientras que en otros países europeos, como Bélgica o Francia, se estrenó en diciembre.

## Argumento
El sueño de Casandra narra la historia de Ian (Ewan McGregor) y su hermano menor Terry (Colin Farrell). A pesar de sus apuros económicos, ambos adquieren un velero de segunda mano llamado «Cassandra's Dream», con la idea de acondicionarlo y navegar en él los fines de semana.
Ian conoce a la atractiva Ángela (Hayley Atwell) una joven actriz recién llegada a Londres en busca de un futuro de éxito en el mundo de la interpretación, e inmediatamente se siente fascinado por ella. Por otro lado, la debilidad de Terry por el juego provocará que ambos confluyan en un callejón sin salida en el que su situación financiera será extremadamente delicada.
La aparición de su tío Howard (Tom Wilkinson), recién llegado de Estados Unidos y con un pasado aparentemente repleto de éxitos económicos, supone un alivio para la economía de los hermanos. Pero todo tiene un precio. Howard los obligará a infringir la ley, poniendo a prueba su catadura moral y provocando una serie de acontecimientos que darán lugar a consecuencias inesperadas.